# 浜林正夫
浜林 正夫（はまばやし まさお、1925年12月25日 - 2018年5月19日）は、日本の歴史学者。専門は、イギリス近代史でマルクス主義の立場からピューリタン革命と名誉革命を中心に研究していた。一橋大学名誉教授。日本学術会議会員、日本科学者会議代表幹事、全国革新懇代表世話人、労働者教育協会副会長、憲法改悪阻止各界連絡会議代表委員など護憲組織を歴任。

## 経歴
北海道小樽市生まれ。旧制小樽中学校（現北海道小樽潮陵高等学校）、仙台陸軍予備士官学校を経て、1948年東京商科大学（現一橋大学）卒業。大学在学中はボート部に所属。村松恒一郎ゼミ出身。
1947年に小樽経済専門学校（現小樽商科大学）教授を務めていた父が結核のため死去。翌1948年、大学を卒業し小樽経済専門学校専任講師に就任。一橋大学に内地留学し、水田洋の助言でアメリカ研究からイギリス研究に転じた。1954年同校助教授昇進。小樽商科大学教授を経て、1967年東京教育大学文学部助教授、1976年東京教育大学文学部教授。
東京教育大学廃校まで異動を拒み、行き場がなくなったため、1978年の廃校後は文部省から依頼された母校一橋大学経済学部が教授として受け入れた。1983年から1985年まで経済学史学会代表幹事。1986年から1988年まで一橋大学端艇部長。1989年に同大学を定年退官し一橋大学名誉教授の称号を受ける。1989年から1998年まで八千代国際大学教授。
英語学者の浜林生之助（元旧制小樽高等商業学校校長事務取扱）は父。指導学生に鈴木良隆（一橋大学名誉教授）、飯澤英昭（山形大学名誉教授）、神武庸四郎（一橋大学名誉教授）など。

## 社会的活動
- 全国革新懇代表世話人、日本学術会議会員、日本科学者会議代表幹事、労働者教育協会副会長、憲法改悪阻止各界連絡会議代表委員、九条科学者の会発起人、全国学者・研究者日本共産党後援会代表世話人などを歴任[2]。

## 著書

### 単著
- 『イギリス市民革命史』（未來社、1959年、増補版1971年）
- 『イギリス革命の思想構造』（未來社、1966年）
- 『イギリス民主主義思想史』（新日本出版社、1973年、新装版1999年）
- 『自由と人権を求めて―――民主主義のあゆみ』（学習文庫、学習の友社、1975年）
- 『物語労働者階級の誕生』（学習の友社、1977年、改訂増補版1983年、新装版2007年）
- 『魔女の社会史』（未來社、1978年）
- 『イギリス名誉革命史』上・下（未來社、1981年、1983年）
- 『現代と史的唯物論』（大月書店、1984年）
- 『学習入門・社会を科学する』（学習の友社、1985年）
- 『イギリス宗教史』（大月書店、1987年）
- 『古典から学ぶ史的唯物論』（学習の友社、1988年、増補版1997年）
- 『よくわかる中東問題―――湾岸戦争と日本の進路』（学習の友社、1991年）
- 『世界史再入門―――歴史のながれと日本の位置を見直す』（地歴社、1991年、講談社学術文庫、2008年）
- 『民主主義の世紀―――人民のたたかいの歴史』（学習の友社、1992年）
- 『民主主義の世界史―――「殺しあい」から「話しあい」へ』（地歴社、1993年）
- 『『資本論』を読む』上・下（学習の友社、1994～95年）
- 『エンゲルス　空想から科学へ』（科学的社会主義の古典入門シリーズ、学習の友社、1995年）
- 『ロック』（イギリス思想叢書、研究社出版、1996年）
- 『人権の思想史』（歴史文化ライブラリー、吉川弘文館、1999年）
- 『イギリス民主主義思想史』新版（新日本出版社、1999年）
- 『パブと労働組合』（新日本出版社、2002年）
- 『極める眼―――小林多喜二とその時代』（白樺文学館多喜二ライブラリー企画・編集、東銀座出版社、2004年）
- 『人権の歴史と日本国憲法』（シリーズ世界と日本21、学習の友社、2005年）
- 『これならわかるキリスト教とイスラム教の歴史Q&A』（大月書店、2005年）
- （絵本）『人はどんな仕事をしてきたの？』（石井勉絵、大月書店、2006年）
- 『ナショナリズムと民主主義』（大月書店、2006年）
- 『「蟹工船」の社会史―――小林多喜二とその時代』（学習の友社、2009年）
- 『イギリス労働運動史』（学習の友社、2009年）
- 『カール・マルクス―――人間的解放をめざして』（学習の友社、2010年）
- 『世界は変わる、日本はどうする』（学習の友社、2013年）

### 共著
- （田中浩・平井俊彦・鎌井敏和）『人と思想13　ロック』（清水書院、1968年、新装版2015年）
- （井上正美）『魔女狩り』（教育社、1983年）
- （長沼宗昭）『世界と日本の歴史 ファミリー版7　自由と平等を』（大月書店、1988年）
- （土井正興）『戦後世界史』上・下（大月書店、1988～89年）
- （川村俊夫・山田敬男）『天皇制とはなにか』（学習の友社、1988年）
- （鈴木亮）『人と思想84　アダム＝スミス』（清水書院、1989年、新装版2014年）
- （荒井信一ほか）『詳解世界史』（高等学校世界史教科書、三省堂、1990年、改定版1993年）
- （辻岡靖仁）『世界と日本の激動をどうみるか』（学習の友社、1990年）
- （鈴木幹久・安川悦子）『エンゲルス　イギリスにおける労働者階級の状態』（科学的社会主義の古典入門シリーズ、学習の友社、1995年）
- （山田敬男・大久保賢一）『憲法と平和を考える―――いま、なぜ読売「改憲試案」か』（シリーズ世界と日本21、学習の友社、1995年）
- （野口宏）『ドキュメント戦後世界史』（地歴社、2002年）
- （野口宏）『よくわかるパレスチナ問題―――暴力に未来はない』（シリーズ世界と日本21、学習の友社、2002年）
- （山田敬男・野口宏・栗田禎子）『なぜアメリカにNOと言えないのか―――アメリカの世界支配戦略と日本』（シリーズ世界と日本21、学習の友社、2003年）
- （鰺坂真・福田泰久）『『反デューリング論』を学ぶ』（学習の友社、2006年）

### 編著
- （畠山英高共編）『筑波大学―――その成立をめぐるたたかいと現状』（青木書店、1979年）
- （大槻健共編）『教育改革を問う―――臨教審路線と教育の未来』（大月書店、1984年）
- （大槻健共編）『いま学校と教師に問われるもの』（大月書店、1986年）
- 『現代の社会科学1　現代の社会観』（学習の友社、1987年）
- （西岡幸泰・相沢与一・金田重喜共編）『経済学と階級』（梓出版社、1987年）
- 『総括批判「臨教審」』（学習の友社、1987年）
- （神武庸四郎共編）『社会的異端者の系譜―――イギリス史上の人々』（三省堂、1989年）
- （土井正興・佐々木隆爾共編）『世界の君主制』（大月書店、1990年）
- 『疑問に答える社会主義』（学習の友社、1990年）
- （佐々木隆爾共編）『歴史学入門』（有斐閣、1992年）
- （森英樹共編）『歴史のなかの日本国憲法―――世界史から学ぶ』（地歴社、1996年）
- （木村英亮・佐々木隆爾共編）『戦後世界史（新版）』上・下（大月書店、1996年）
- （石川喩紀子・深山正光・細井克彦・山口和孝共編）『これでいいのか大学入試』（大月書店、1998年）
- （山科三郎共編）『徹底批判『国民の道徳』』（大月書店、2001年）

### 訳書
- リチャード・ヘンリー・トーニー『ジェントリの勃興』（未來社、1957年）
- ジョン・ロック『自然法論、宗教的寛容に関する書簡』（『世界大思想全集　社会・宗教・科学思想篇2』所収、河出書房新社、1962年）
- ジョン・ロック『統治論』（『世界思想教養全集6　イギリスの近代政治思想』所収、河出書房新社、1964年）
- （篠塚信義・鈴木亮編訳）『原典イギリス経済史』（御茶の水書房、1965年）
- リチャード・ヘンリー・トーニー（鈴木亮共訳）『急進主義の伝統』（新評論、1967年）
- （安川悦子共編訳）『世界教育学選集51　イギリス民衆教育論』（明治図書出版、1970年）
- クリストファー・ヒル『宗教改革から産業革命へ―――イギリス近代社会経済史 1530-1780年』（未來社、1970年）
- アーサー・レズリ・モートン（鈴木亮・荒川邦彦共訳）『イングランド人民の歴史』（未來社、1972年）
- トーニー、ウィンター、ジョスリン（森本義輝共訳）『ある歴史家の時代批判―――第一次大戦前夜の日記』（未來社、1975年）
- ヤコブ・ヴァンダーリント（四元忠博共訳）『貨幣万能』（東京大学出版会、1977年）
- マリー・トルミー（大西晴樹共訳）『ピューリタン革命の担い手たち―――ロンドンの分離教会1616-1649』（ヨルダン社、1983年）
- エリック・ホブズボーム （神武庸四郎・和田一夫共訳）『産業と帝国』（未來社、1984年、新装版1996年）
- ノーマン・コーン『ノアの大洪水―――西洋思想の中の創世記の物語』（大月書店、1997年）
- フリードリヒ・エンゲルス『イギリスにおける労働者階級の状態』上・下（新日本出版社、2000年）
- エリック・ホブズボーム（庄司信・嶋田耕也共訳）『ナショナリズムの歴史と現在』（大月書店、2001年）
- ジョン・ルイス・ギャディス（柴田知薫子共訳）『歴史の風景―――歴史家はどのように過去を描くのか』（大月書店、2004年）
- ウィリアム・R. シーア、マリアーノ・アルティガス（柴田知薫子共訳）『ローマのガリレオ―――天才の栄光と破滅』（大月書店、2005年）